# Atopsyche pacharurac
Atopsyche pacharurac är en nattsländeart som beskrevs av Schmid 1989. Atopsyche pacharurac ingår i släktet Atopsyche och familjen Hydrobiosidae. Inga underarter finns listade i Catalogue of Life.